# … denn der Wind kann nicht lesen
… denn der Wind kann nicht lesen (im Original The Wind Cannot Read) war Richard Masons erstes erzählerisches Werk. Der englische Romancier, 1919 in Hale in der englischen Grafschaft Cheshire geboren, war bis zum Beginn des Zweiten Weltkriegs Journalist.
Den Roman schrieb er in wenigen Frühlingsmonaten zwischen Februar und Mai im Kriegsjahr 1944 während seiner Teilnahme am Burmafeldzug, stationiert bei der britischen Luftwaffe. Der Truppe folgend, reiste das Manuskript bei den Märschen oder Fahrten im Jeep mit ihm von Imphal nach Rangun und wurde erst nach der Niederlage der Japaner, seinem weiteren Dienst in Malaya und Sumatra, im Jahre 1946 nach seiner Entlassung bei der Armee veröffentlicht. Die Geschichte der Liebe des Fliegeroffiziers Michael Quinn zu der jungen Japanerin Hanako machte ihn über Nacht weltberühmt.
Der Titel bezieht sich auf das japanische Gedicht:

「この花は固く「折るな！」と言うたで
札も読めぬ風には是非もなし」

„Kono hana wa kataku ‚Oruna!‘ to iutade
Fuda mo yomenu kaze niwa zehi mo nashi“

„Wenn auch die Worte geschrieben sind:
‚Nicht pflückt die Blüten! Sind lebend Wesen!‘
Die Zeichen vermögen nichts wider den Wind,
denn der Wind kann nicht lesen.“

## Inhalt
Die Schauplätze des Romans sind Burma und Indien. Während einer Ausbildung in Indien verliebt sich der Offizier in die junge Japanischlehrerin. Vor dem Hintergrund der indischen Landschaft, der Menschen und dem Himalaya findet die Liebe der beiden zueinander eine tiefe Erfüllung. Ähnlich wie die Romanfigur Cat in Ernest Hemingways berühmten Roman In einem andern Land werden die Liebenden jedoch durch den Tod getrennt.
Der Roman wurde 1948 mit dem John Llewellyn Rhys Prize ausgezeichnet.
„… denn der Wind kann nicht lesen“ wurde 1958 verfilmt. Regie führte Ralph Thomas, Hauptdarsteller waren Dirk Bogarde und Yoko Tani.

## Buch
- Richard Mason: Denn der Wind kann nicht lesen. Rowohlt, Reinbek 1990, ISBN 3-499-10144-0.